# Pułk Stolnika Nowogrodzkiego
Pułk Stolnika Nowogrodzkiego – oddział jazdy Armii Koronnej.

## Struktura organizacyjna
Pancerni
- jedna chorągiew – 100 koni

Jazda lekka
- jedna chorągiew – 130 koni
- jedna chorągiew – 100 koni
- trzy chorągwie po 60 koni
- jedna chorągiew – 50 koni

Razem w pułku: 7 chorągwi; 560 koni